# Козеґлови (Пултуський повіт)
Козеґлови (пол. Koziegłowy) — село в Польщі, у гміні Покшивниця Пултуського повіту Мазовецького воєводства.
Населення — 253 особи (2011).
У 1975-1998 роках село належало до Цехановського воєводства.

## Демографія
Демографічна структура станом на 31 березня 2011 року:
|          | Загалом | Допрацездатний вік | Працездатний вік | Постпрацездатний вік |
| -------- | ------- | ------------------ | ---------------- | -------------------- |
| Чоловіки | 132     | 28                 | 87               | 17                   |
| Жінки    | 121     | 20                 | 78               | 23                   |
| Разом    | 253     | 48                 | 165              | 40                   |